# Highway to Well
«Highway to Well» (укр. «Дорога до блага») — сімнадцята серія тридцять першого сезону мультсеріалу «Сімпсони», прем'єра якої відбулась 22 березня 2020 року у США на телеканалі «Fox».

## Сюжет
Мардж відводить Меґґі до центру дошкільної освіти. Однак, вона гадки не має, як витратити вільгий час. Вона навіть навідує Гомера на Спрінґфілдській АЕС, щоб присудити йому секс-нагороду, але виявляє, що група спостереження голосно шпугає за ними.
Коли в неї закінчуються завдання, Мардж опиняється в магзині «Well + Good» (укр. «Користь і радість»), який наймає нових людей. Вона справляє гарне враження і одразу ж приймається на роботу. У день відкриття вона нервує, але робить хороший продаж. Однак, згодом вона дізнається, що це магазин, що законно (у штаті) продає марихуану, що своєю чергою робить Мардж наркоторговкою. Власник Дредерік Тейтам намагається переконати її залишитися, але вона йде.
Мардж ввечері розповідає про це родині. Однак, Гомер, Барт та Ліса все таки переконують її погодитись на роботу. Працюючи в магазині, Мардж допомагає різним мешканцям Спрінґфілда з їхніми як фізичними, так і внутрішніми проблемами.
Коли Отто намагається купити трохи трави, його спантеличує різноманітність продуктів і відкритість продавців. Зрештою, він відправляється до таверни Мо, де висловлює свої почуття і бажання повернути колишній спосіб укладення угод з наркодилерами. Гомер, Мо і Ленні відкривають власний диспансер з «атмосферою кубла» у задній кімнаті таверни.
Тим часом Тейтам представляє працівникам «Дредерік» ― повністю реалізований канабісовий спа-курорт, — і хоче, щоб Мардж була організаторкою відкриття. Однак, не може запропонувати їй роботу, тому що Гомер псує імідж канабісу. Єдиний спосіб зберегти роботу в компанії — це зупинити Гомера. Спочатку Мардж словами намагається переконати Гомера зупинитися, але той відмовляється, влаштовуючи жорстоку суперечку з дружиною всю ніч.
Побачивши, як засмучена Мардж через втрату роботи, Тейтам пропонує їй альтернативний варіант: якщо Мардж зможе надати докази того, що Гомер подає їжу, на що не має ліцензії, то окружний відділ охорони здоров'я закриє його. Мардж виконує план, даючи Гомеру баночку сирних кульок і заохочуючи його пригостити Ленні та клоуна Красті. Коли вони з'їдають кілька кульок, відділ закриває діяльність. Мардж запізно усвідомлює, що вона зрадила Гомера…
На церемонії відкриття «Дредеріка» з'являється Гомер (як «батько Кевіна Сміта»). Сп'яну він засмучує інфлуенсерів, сказавши, що Мардж ніколи не пробувала жодних наркотиків, хоча їх продає. Щоб зберегти обличчя, вона пробує, але відчуває наслідки наркотичного сп'яніння. Вона дізнається, що її обдурили, і що насправді у «Well + Good» рекламували лише свої продукти з конопель не для здоров'я, а як прикриття для «кайфу».
Дезорієнтована дедалі більше, Мардж пробирається до ванної кімнати, де її втішає Гомер. Після поганого досвіду Мардж з наркотиками, вона вибачається перед Гомером за те, що він його зрадила; він також вибачається за те, що зіпсував те саме місце, яке змусило її почуватися особливою. Оскільки Мардж все ще відчуває себе дивно від свого кайфу, Гомер намагається поспівчувати їй, запаливши косячок, який виявляється електронною сигаретою, яка вибухає, викликає вибухову ланцюгову реакцію і повністю руйнує курорт.
У сцені під час титрів Сімпсони дивляться новини: «Well + Good» закривається, місто забороняє продаж канабісу. Ліса зазначає, що із втратою податкових грошей дошкільний навчальний заклад Меґґі також буде закритий. Тим часом Гомер «підсів» на сирні кульки.

## Ставлення критиків і глядачів
Під час прем'єри серію переглянули 1,66 млн осіб з рейтингом 0.6, що зробило її найпопулярнішим шоу на каналі «Fox» тієї ночі.
Денніс Перкінс з «The A.V. Club» дав серії оцінку B, сказавши: «Сімпсони (сім'я і серіал) включили його [бізнес з продажу марихуани] у розмах хитрощів, пригод та чогось іншого, органічного… Як виявляється, легалізація марихуани — це лише чергова нова подія в американському суспільстві, яка більш-менш задовільно розкриває персонажів».
Згідно з голосуванням на сайті The NoHomers Club більшість фанатів оцінили серію на 3/5 із середньою оцінкою 3,44/5.